# Doug McGibbon
Doug McGibbon, diminutivo di Douglas McGibbon (Netley, 24 febbraio 1919 – Aylesbury, 25 ottobre 2002) è stato un calciatore inglese, di ruolo attaccante.

## Biografia
Suo padre Charlie è stato a sua volta un calciatore professionista (ha anche giocato nel Southampton, club con cui Doug ha fatto il suo esordio tra i professionisti).

## Caratteristiche tecniche
Era un centravanti.

## Carriera
Fa il suo esordio tra i professionisti all'età di 19 anni giocando l'ultima partita stagionale della Second Division 1938-1939 con il Southampton; rimane poi tesserato dei Saints anche durante tutta la seconda guerra mondiale, durante la quale trascorre anche un periodo in prestito allo Swindon Town (con cui segna 3 reti in 5 presenze), per poi tornare comunque al Southampton già nella seconda parte della stagione 1945-1946 (nella quale comunque pur essendosi disputata la FA Cup non vennero disputati altri campionati ufficiali). Nella stagione 1946-1947, ormai venticinquenne, gioca la sua prima vera stagione da professionista, segnando 9 reti in 12 partite di seconda divisione con il Southampton (con cui già aveva giocato regolarmente nei vari tornei disputati durante il periodo bellico).
Nel gennaio del 1947 viene ceduto al Fulham, altro club di seconda divisione, con cui gioca poi anche per l'intera stagione 1947-1948, per un totale di 42 presenze e 18 reti in partite di campionato con i Cottagers (tutte in seconda divisione). Scende quindi in terza divisione al Bournemouth, con cui nell'arco di un triennio mette a segno in totale 65 reti in 103 partite di campionato, vincendo anche un titolo di capocannoniere della Third Division South nella stagione 1948-1949. Si ritira infine nel 1952, all'età di 33 anni, dopo una stagione trascorsa con i semiprofessionisti gallesi del Lovells Athletic.

## Palmarès

### Individuale
- Capocannoniere della Third Division South: 1

1948-1949

### Club

#### Competizioni regionali
- Monmouthshire/Gwent Senior Cup: 1

Lovells Athletic: 1951-1952